# Morcipán

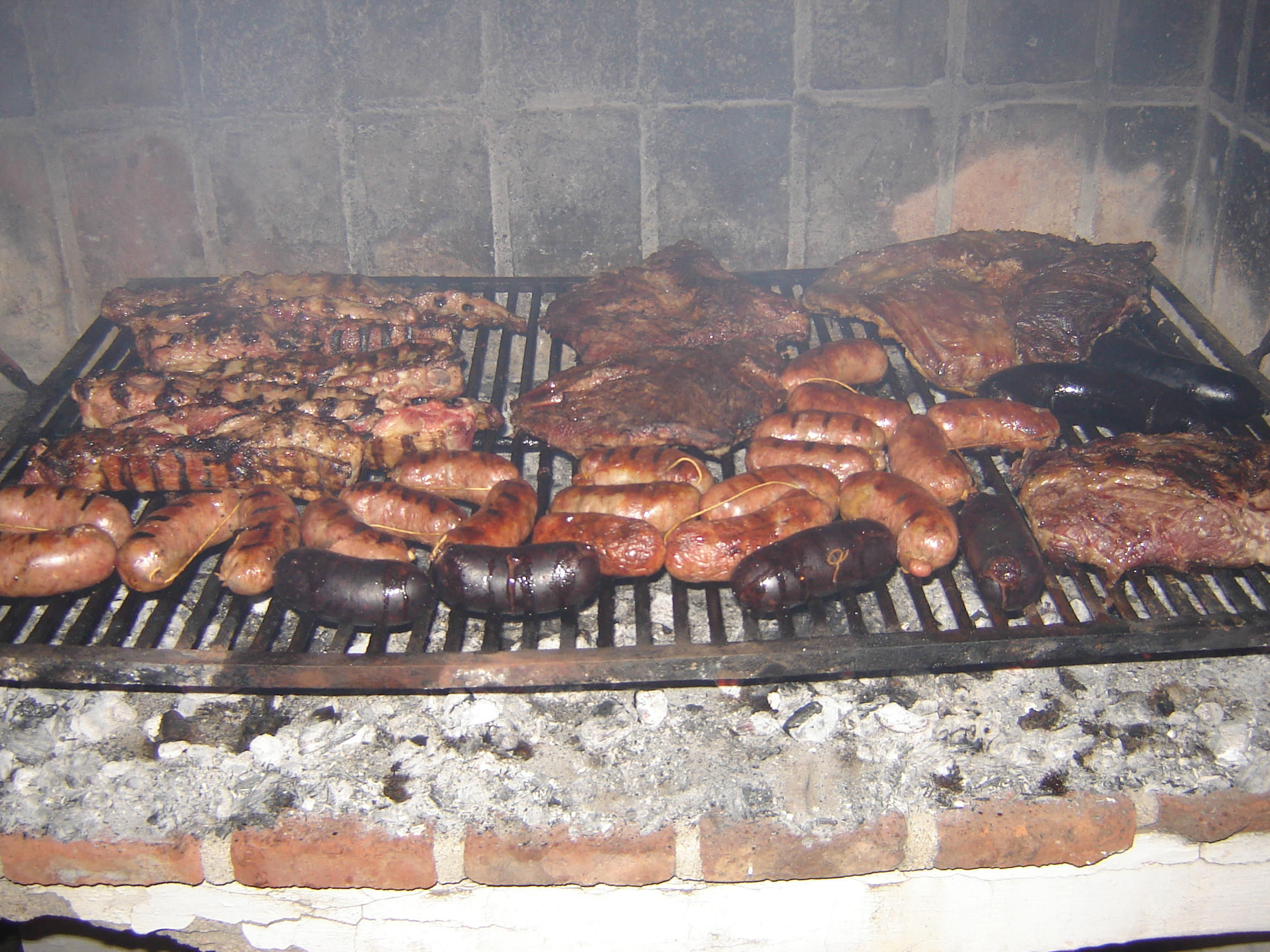
Asado a las brasas en el que pueden observarse las morcillas, componente principal del morcipán.

Un morcipán (acrónimo de morcilla al pan) es un sándwich o bocadillo de morcilla hecho con pan francés. Es consumido frecuentemente en los asados de la mayoría de los países hispanos. Consta de un pan francés o marraqueta que en su interior contiene una morcilla asada. Su consumo es típico en los asados, en los que al ser de rápida preparación se los come generalmente como aperitivo, mientras la carne continúa asándose. En Argentina, el condimento principal para este tipo de sándwiches es, al igual que en el resto de los componentes de los asados de ese país, el chimichurri.